# La Transfiguration (Rubens)
La Transfiguration est une peinture à l'huile sur toile réalisée par Pierre Paul Rubens en 1604-1605 conservée au musée des Beaux-Arts de Nancy.

## Historique
La Transfiguration est une commande de fin 1604 de Vincent Ier, duc de Gonzague à Rubens pour la décoration la chapelle de l'église jésuite de la Très-Sainte-Trinité de Mantoue. Elle figurait ainsi à droite de l'autel, La Famille de Gonzague en adoration devant la Trinité étant sur le dessus et Le Baptême du Christ à gauche. Elle est réalisée sans dessin préparatoire. Le décor de l'église est inauguré en juin 1605 et est considéré comme le premier chef-d'œuvre de Rubens.
En 1798, les troupes de Bonaparte entrent dans la ville, et la peinture est saisie pour rejoindre le Muséum central des arts. Elle est envoyée par l'État au musée des Beaux-Arts de Nancy en 1803 ; le transfert de propriété s'effectuera en 2008.
Abîmée pendant la Seconde Guerre mondiale durant laquelle elle a été pliée, elle est restaurée pendant deux mois dans la fin des années 1980 (nettoyage à l'eau distillée, grattage des repeints, élimination des mastics anciens, suppression de la colle), révélant plusieurs repentirs,. Cette restauration, réalisée au musée des Beaux-Arts de Nancy et non pas au musée du Louvre en raison de sa taille et co-financée par Nancy et la France, a permis d'améliorer l'attention du public envers cette œuvre.

## Description et analyse

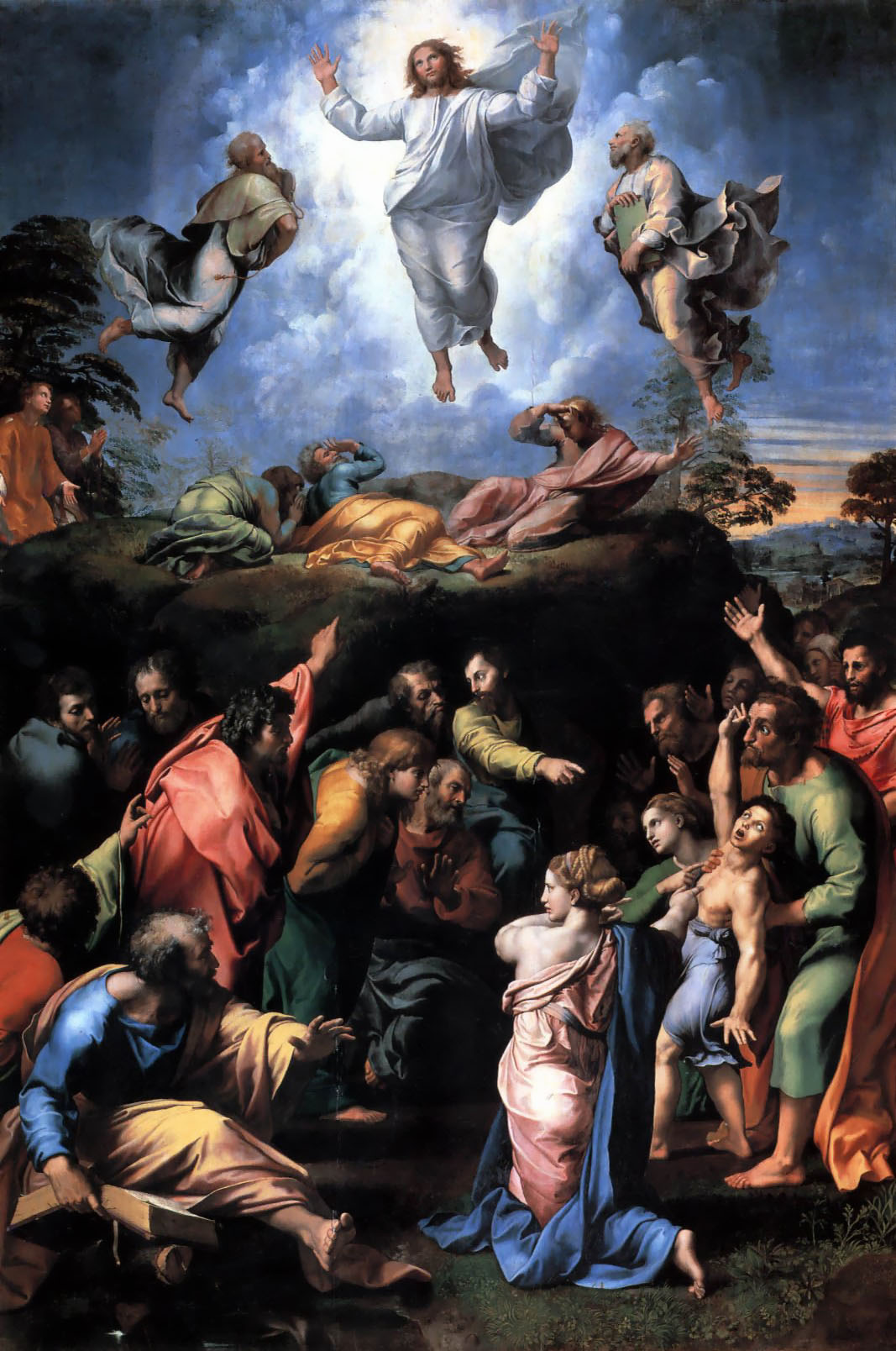
La Transfiguration de Raphaël

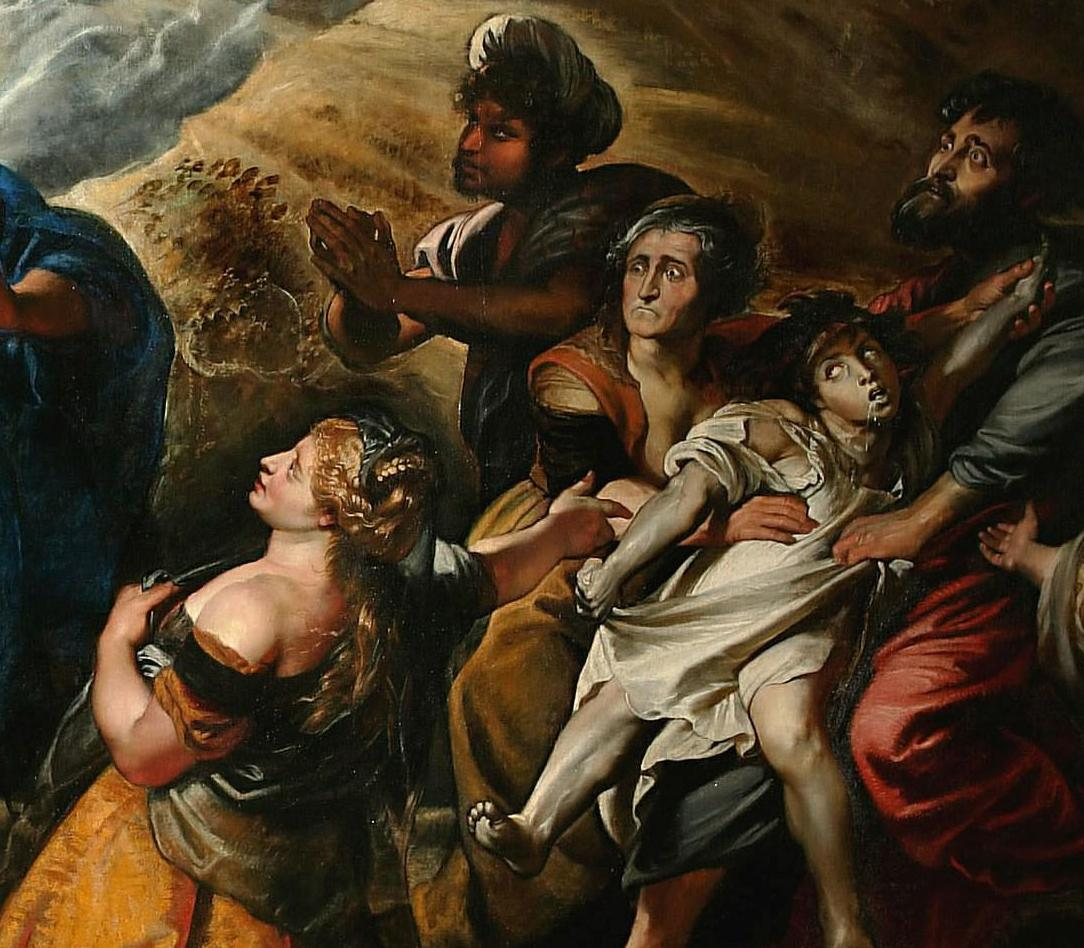
Détail de La Transfiguration, Marie-Madeleine à gauche, l'enfant possédé à droite

Rubens s'est inspiré de La Transfiguration de Raphaël pour réaliser sa peinture, notamment dans le choix de représenter à la fois la Transfiguration et la guérison d'un enfant possédé sur une même œuvre.  Dans son Voyage en Italie, Joseph Jérôme Lefrançois de Lalande remarque que Rubens lie beaucoup mieux les deux épisodes dans sa peinture que Raphaël. Son innovation, outre le format horizontal, consiste à appliquer un style baroque. Celui s'exprime notamment par la puissance des figures, la sensualité des personnages féminins et la véhémence des personnages masculins. Ce choix de composition, comme le colorisme chaud et vigoureux, est inspiré de l'art de Venise du XVIe siècle, plus particulièreent Titien, Tintoret et Véronèse.
Les couleurs de la toile sont très contrastées ; la lumière qui illumine la scène, semble surgir du Christ, facilitant la lecture du tableau qui passe ainsi vers l'enfant possédé. Jésus est entouré de Moïse et Élie, et les apôtres Jean, Jacques et Pierre se prosternent à ses pieds. La théâtralité de la scène vient notamment de la posture outrée de l'enfant, ainsi que du gigantisme des apôtres de la partie gauche de l'œuvre.
Œuvre de jeunesse, comme en témoignent les repentirs, son exécution est pourtant rapide, avec peu d'hésitations. Pour Édouard Michel, qui loue fortement la richesse picturale de la Transfiguration, en particulier des jeux de lumière sur Marie-Madeleine ou les ombres des arbres, il s'agit d'une évolution à la fois logique et fulgurante du style du peintre depuis ses peintures de 1602, Sainte-Hélène et Le Couronnement.
Ce contraste des ombres et des lumières est interprété par E Chamonard-Etienne comme une représentation de la nature divine, la lumière devenant si aveuglante qu'elle en devient obscurité. Pour François Robert, Rubens s'est inspiré des chutes de météorites pour représenter l'irruption de la nature divine sur Terre.